# Гай Лелій Сапіенс
Гай Лелій Сапіенс (188 — II століття до н. е.) — політичний, державний та військовий діяч Римської республіки, консул 140 року до н. е., видатний красномовець.

## Життєпис
Походив з родини нобілів Леліїв. Син Гая Лелія, прихильника родини Корнеліїв Сципіонів. З молодості займався красномовством, в результаті став одним з видатних промовців, які творили до Гортензія Гортала та Цицерона. Брав участь у Третій пунічній війні та облозі Нуманції.
У 141 році до н. е. намагався стати консулом. Втім через підступність іншого кандидата — Квінта Помпея, не був обраний. Лише у 140 році до н. е. за допомогою Сципіона Еміліана Гая Лелія Сапієнса обрано консулом разом з Квінтом Сервілієм Цепіоном. На цій посаді запропонував низку політичних та економічних реформ, зокрема щодо наділення селян землею. Хоча ці ідеї були досить поміркованими, більшість сенаторів не підтримали законопроєкти й змусили Лелія відмовитися від них. За це він отримав когномен Сапіенс, тобто «мудрий». Надалі ідеї Гая Лелія щодо аграрних реформ підхопили Тіберій та Гай Гракхи.
Після цього Лелій брав участь у гуртку Сципіона Еміліана, де обговорювалися політичні, культурні та економічні проблеми держави.

## Родина
Діти:
- Лелія Старша, дружина Гая Фаннія Страбона, консула 122 року до н. е.
- Лелія Молодша, дружина Квінта Муція Сцеволи Авгура, консула 117 року до н. е.